# Rangliste (DDR-Fußball)/1970er
Dieser Artikel gibt eine Übersicht über die Historie der fuwo-Bestenliste der DDR-Fußballfachzeitschrift Neue Fußballwoche (fuwo) in der Zeit von 1970 bis 1980.

## Sommer 1970
Veröffentlicht in der fuwo (Ausgabe 27/1970) zu Beginn der Saison 1970/71. Die Rangliste bewertet die Oberligaspiele der Saison 1969/70.
| Position      | Elf des Jahres                          | 55-Bestenliste | Im Gespräch |
| ------------- | --------------------------------------- | --- | --- |
| Torhüter      | Jürgen Croy (Sachsenring Zwickau)       | Wolfgang Blochwitz (FC Carl Zeiss Jena) Alfred Zulkowski (FC Vorwärts Berlin) Horst Weigang (FC Rot-Weiß Erfurt) Volkhard Jany (BSG Chemie Leipzig)        | Ralf Heine (HFC Chemie) Walter Reschke (Eisenhüttenstädter FC Stahl)                                                      |
| Abwehrspieler | Otto Fräßdorf (FC Vorwärts Berlin)      | Uwe Ziegler (Dynamo Dresden) Dieter Stumpf (BFC Dynamo) Udo Preuße (FC Carl Zeiss Jena) Friedrich-Wilhelm Göcke (FC Karl-Marx-Stadt)                       | Bernd Dobermann (Chemie Leipzig) Gerd Sackritz (FC Hansa Rostock)                                                         |
| Abwehrspieler | Peter Rock (FC Carl Zeiss Jena)         | Klaus Urbanczyk (HFC Chemie) Alois Glaubitz (Sachsenring Zwickau) Manfred Walter (BSG Chemie Leipzig) Manfred Müller (FC Vorwärts Berlin)                  | Hans-Jürgen Dörner (Dynamo Dresden) Manfred Weikert (BSG Wismut Aue)                                                      |
| Abwehrspieler | Klaus-Dieter Seehaus (FC Hansa Rostock) | Erich Hamann (FC Vorwärts Berlin) Michael Strempel (FC Carl Zeiss Jena) Johann Ehl (Stahl Riesa) Klaus Sammer (Dynamo Dresden)                             | Franz Egel (FC Rot-Weiß Erfurt) Manfred Zapf (1. FC Magdeburg) Detlef Schneider (BFC Dynamo) Paul Kersten (HFC Chemie)    |
| Abwehrspieler | Bernd Bransch (HFC Chemie)              | Helmut Hergesell (FC Hansa Rostock) Werner Krauß (FC Carl Zeiss Jena) Frank-Rainer Withulz (FC Vorwärts Berlin) Siegmar Wätzlich (Dynamo Dresden)          | Heinz Wohlrabe (Sachsenring Zwickau) Peter Sykora (1. FC Magdeburg)                                                       |
| Mittelfeld    | Harald Irmscher (FC Carl Zeiss Jena)    | Herbert Pankau (FC Hansa Rostock) Manfred Becker (BFC Dynamo) Bernd Bartsch (BSG Wismut Aue) Wolfgang Strübing (FC Vorwärts Berlin)                        | Erhard Mosert (HFC Chemie) Heinz Krieger (Sachsenring Zwickau)                                                            |
| Mittelfeld    | Helmut Stein (FC Carl Zeiss Jena)       | Hans-Jürgen Kreische (Dynamo Dresden) Jürgen Nöldner (FC Vorwärts Berlin) Rainer Schlutter (FC Carl Zeiss Jena) Lothar Kurbjuweit (Stahl Riesa)            | Harald Schütze (BFC Dynamo) Helmut Schühler (FC Hansa Rostock)                                                            |
| Mittelfeld    | Roland Ducke (FC Carl Zeiss Jena)       | Konrad Schaller (BSG Wismut Aue) Gerhard Körner (FC Vorwärts Berlin) Frank Ganzera (Dynamo Dresden) Dieter Leuschner (Sachsenring Zwickau)                 | Peter Rohde (BFC Dynamo) Reinhard Segger (HFC Chemie) Erhard Meyer (FC Rot-Weiß Erfurt) Dieter Lenz (FC Hansa Rostock)    |
| Angriff       | Gerd Schellenberg (Sachsenring Zwickau) | Wolfram Löwe (1. FC Lokomotive Leipzig) Joachim Streich (FC Hansa Rostock) Roland Nowotny (HFC Chemie) Hans-Jürgen Albrecht (FC Rot-Weiß Erfurt)           | Dieter Riedel (Dynamo Dresden) Jürgen Pfefferkorn (FC Vorwärts Berlin) Franz Weiß (BSG Wismut Aue)                        |
| Angriff       | Peter Ducke (FC Carl Zeiss Jena)        | Henning Frenzel (1. FC Lokomotive Leipzig) Jürgen Sparwasser (1. FC Magdeburg) Dieter Scherbarth (BSG Chemie Leipzig) Peter Henschel (Sachsenring Zwickau) | Klaus-Peter Stein (FC Hansa Rostock) Horst Rau (Dynamo Dresden) Ralf Schulenberg (BFC Dynamo)                             |
| Angriff       | Eberhard Vogel (FC Carl Zeiss Jena)     | Otto Skrowny (BSG Chemie Leipzig) Lothar Hahn (FC Hansa Rostock) Dieter Scheitler (FC Carl Zeiss Jena) Jürgen Piepenburg (FC Vorwärts Berlin)              | Hartmut Hoffmann (Sachsenring Zwickau) Gert Heidler (Dynamo Dresden) Rainer Langer (HFC Chemie) Detlef Weber (BFC Dynamo) |

## Winter 1970
Veröffentlicht in der fuwo zu Beginn der Winterpause der Saison 1970/71 (Ausgabe 51/1970). Die Rangliste bewertet die Oberligaspiele der Hinrunde der Saison 1970/71.
| Position      | Elf des Jahres                          | 55-Bestenliste | Im Gespräch |
| ------------- | --------------------------------------- | --- | --- |
| Torhüter      | Jürgen Croy (Sachsenring Zwickau)       | Manfred Kallenbach (Dynamo Dresden) Alfred Zulkowski (FC Vorwärts Berlin) Horst Weigang (FC Rot-Weiß Erfurt) Wolfgang Blochwitz (FC Carl Zeiss Jena)        | Ulrich Ebert (BSG Wismut Aue) Dieter Schneider (FC Hansa Rostock)                                                                    |
| Abwehrspieler | Lothar Kurbjuweit (FC Carl Zeiss Jena)  | Otto Fräßdorf (FC Vorwärts Berlin) Gerd Sackritz (FC Hansa Rostock) Frank-Rainer Withulz (FC Vorwärts Berlin) Andreas Pekarek (BSG Wismut Aue)              | Paul Kersten (HFC Chemie) Gunter Sekora (1. FC Lokomotive Leipzig)                                                                   |
| Abwehrspieler | Klaus Urbanczyk (HFC Chemie)            | Peter Rock (FC Carl Zeiss Jena) Hans-Jürgen Dörner (Dynamo Dresden) Alois Glaubitz (Sachsenring Zwickau) Klaus-Dieter Seehaus (FC Hansa Rostock)            | Konrad Weise (FC Carl Zeiss Jena) Franz Egel (FC Rot-Weiß Erfurt)                                                                    |
| Abwehrspieler | Klaus Sammer (Dynamo Dresden)           | Michael Strempel (FC Carl Zeiss Jena) Erich Hamann (FC Vorwärts Berlin) Manfred Zapf (1. FC Magdeburg) Jochen Carow (BFC Dynamo)                            | Wilfried Gröbner (1. FC Lokomotive Leipzig) Roland Krauß (BSG Chemie Leipzig) Gerd Kische (FC Hansa Rostock)                         |
| Abwehrspieler | Frank Ganzera (Dynamo Dresden)          | Bernd Bransch (HFC Chemie) Helmut Hergesell (FC Hansa Rostock) Wolfgang Haustein (Dynamo Dresden) Rolf Retschlag (1. FC Magdeburg)                          | Joachim Fritsche (1. FC Lokomotive Leipzig) Wolfgang Andreßen (FC Vorwärts Berlin)                                                   |
| Mittelfeld    | Harald Irmscher (FC Carl Zeiss Jena)    | Herbert Pankau (FC Hansa Rostock) Roland Ducke (FC Carl Zeiss Jena) Uwe Ziegler (Dynamo Dresden) Bernd Bartsch (BSG Wismut Aue)                             | Erhard Mosert (HFC Chemie) Reinhard Häfner (FC Rot-Weiß Erfurt) Dieter Lenz (FC Hansa Rostock)                                       |
| Mittelfeld    | Helmut Stein (FC Carl Zeiss Jena)       | Jürgen Nöldner (FC Vorwärts Berlin) Meinhard Hemp (Dynamo Dresden) Reinhard Lauck (1. FC Union Berlin) Manfred Becker (BFC Dynamo)                          | Helmut Schühler (FC Hansa Rostock) Jürgen Pommerenke (1. FC Magdeburg)                                                               |
| Mittelfeld    | Hans-Jürgen Kreische (Dynamo Dresden)   | Wolfgang Seguin (1. FC Magdeburg) Manfred Geisler (1. FC Lokomotive Leipzig) Gerhard Körner (FC Vorwärts Berlin) Konrad Schaller (BSG Wismut Aue)           | Rainer Schlutter (FC Carl Zeiss Jena) Reinhard Segger (HFC Chemie) Peter Rohde (BFC Dynamo)                                          |
| Angriff       | Wolfram Löwe (1. FC Lokomotive Leipzig) | Gert Heidler (Dynamo Dresden) Joachim Streich (FC Hansa Rostock) Gerd Schellenberg (Sachsenring Zwickau) Roland Nowotny (HFC Chemie)                        | Heinz Oelze (1. FC Magdeburg) Hans-Jürgen Albrecht (FC Rot-Weiß Erfurt) Ralf Schulenberg (BFC Dynamo) Dieter Riedel (Dynamo Dresden) |
| Angriff       | Peter Ducke (FC Carl Zeiss Jena)        | Henning Frenzel (1. FC Lokomotive Leipzig) Jürgen Sparwasser (1. FC Magdeburg) Hartmut Rentzsch (Sachsenring Zwickau) Dieter Scheitler (FC Carl Zeiss Jena) | Jürgen Pfefferkorn (FC Vorwärts Berlin) Frank Fleischer (BFC Dynamo)                                                                 |
| Angriff       | Eberhard Vogel (FC Carl Zeiss Jena)     | Lothar Hahn (FC Hansa Rostock) Frank Richter (Dynamo Dresden) Jürgen Piepenburg (FC Vorwärts Berlin) Wolfgang Abraham (1. FC Magdeburg)                     | Manfred Kupfer (1. FC Lokomotive Leipzig) Rainer Sachse (Dynamo Dresden) Jürgen Schubert (BSG Chemie Leipzig)                        |

## Sommer 1971
Veröffentlicht in der fuwo zu Beginn der Saison 1971/72. Die Rangliste bewertet die Oberligaspiele der Saison 1970/71.
| Position      | Elf des Jahres                             | 55-Bestenliste | Im Gespräch |
| ------------- | ------------------------------------------ | --- | --- |
| Torhüter      | Jürgen Croy (Sachsenring Zwickau)          | Gerhard Weiß (1. FC Union Berlin) Horst Weigang (FC Rot-Weiß Erfurt) Manfred Kallenbach (Dynamo Dresden) Wolfgang Blochwitz (FC Carl Zeiss Jena)  | Dieter Schneider (FC Hansa Rostock) Helmut Brade (HFC Chemie) Ulrich Ebert (BSG Wismut Aue)                              |
| Libero        | Hans-Jürgen Dörner (Dynamo Dresden)        | Klaus Urbanczyk (HFC Chemie) Wolfgang Wruck (1. FC Union Berlin) Michael Strempel (FC Carl Zeiss Jena) Alois Glaubitz (Sachsenring Zwickau)       | Rainer Kaube (Stahl Riesa) Udo Haß (FC Vorwärts Berlin)                                                                  |
| Abwehrspieler | Lothar Kurbjuweit (FC Carl Zeiss Jena)     | Wolfgang Haustein (Dynamo Dresden) Detlef Enge (1. FC Magdeburg) Wolfgang Schremmer (Stahl Riesa) Dieter Stumpf (BFC Dynamo)                      | Andreas Pekarek (BSG Wismut Aue) Gunter Sekora (1. FC Lokomotive Leipzig) Albert Krebs (FC Rot-Weiß Erfurt)              |
| Abwehrspieler | Klaus Sammer (Dynamo Dresden)              | Reinhard Lauck (1. FC Union Berlin) Konrad Weise (FC Carl Zeiss Jena) Erich Hamann (FC Vorwärts Berlin) Johann Ehl (Stahl Riesa)                  | Wilfried Gröbner (1. FC Lokomotive Leipzig) Franz Egel (FC Rot-Weiß Erfurt) Gerd Kische (FC Hansa Rostock)               |
| Abwehrspieler | Bernd Bransch (HFC Chemie)                 | Frank Ganzera (Dynamo Dresden) Joachim Fritsche (1. FC Lokomotive Leipzig) Joachim Hall (BFC Dynamo) Helmut Hergesell (FC Hansa Rostock)          | Siegmar Wätzlich (Dynamo Dresden) Wolfgang Andreßen (FC Vorwärts Berlin)                                                 |
| Mittelfeld    | Harald Irmscher (FC Carl Zeiss Jena)       | Uwe Ziegler (Dynamo Dresden) Klaus Decker (1. FC Magdeburg) Rainer Schlutter (FC Carl Zeiss Jena) Heinz Krieger (Sachsenring Zwickau)             | Reinhard Häfner (FC Rot-Weiß Erfurt) Erhard Mosert (HFC Chemie) Peter Rohde (BFC Dynamo)                                 |
| Mittelfeld    | Henning Frenzel (1. FC Lokomotive Leipzig) | Helmut Stein (FC Carl Zeiss Jena) Bernd Bartsch (BSG Wismut Aue) Meinhard Hemp (Dynamo Dresden) Peter Henschel (Sachsenring Zwickau)              | Dieter Lenz (FC Hansa Rostock) Jürgen Pommerenke (1. FC Magdeburg) Frank Fleischer (BFC Dynamo)                          |
| Mittelfeld    | Hans-Jürgen Kreische (Dynamo Dresden)      | Manfred Geisler (1. FC Lokomotive Leipzig) Wolfgang Seguin (1. FC Magdeburg) Konrad Schaller (BSG Wismut Aue) Jürgen Nöldner (FC Vorwärts Berlin) | Reinhard Segger (HFC Chemie) Helmut Schühler (FC Hansa Rostock) Harald Schütze (BFC Dynamo) Frieder Steuer (Stahl Riesa) |
| Angriff       | Wolfram Löwe (1. FC Lokomotive Leipzig)    | Heinz Oelze (1. FC Magdeburg) Dieter Riedel (Dynamo Dresden) Joachim Streich (FC Hansa Rostock) Gerd Schellenberg (Sachsenring Zwickau)           | Gert Heidler (Dynamo Dresden) Roland Nowotny (HFC Chemie) Norbert Johannsen (BFC Dynamo)                                 |
| Angriff       | Peter Ducke (FC Carl Zeiss Jena)           | Jürgen Sparwasser (1. FC Magdeburg) Hartmut Rentzsch (Sachsenring Zwickau) Frank Richter (Dynamo Dresden) Wolfgang Lischke (Stahl Riesa)          | Hans-Bert Matoul (Chemie Leipzig) Klaus-Dieter Boelssen (HFC Chemie) Dietmar Labes (BFC Dynamo)                          |
| Angriff       | Eberhard Vogel (FC Carl Zeiss Jena)        | Lothar Hahn (FC Hansa Rostock) Rainer Langer (HFC Chemie) Rainer Sachse (Dynamo Dresden) Günter Klausch (1. FC Union Berlin)                      | Manfred Kupfer (1. FC Lokomotive Leipzig) Klaus-Peter Gosch (Chemie Leipzig)                                             |

## Winter 1971
Veröffentlicht in der fuwo in der Winterpause der Saison 1971/72 (Ausgabe 1/1972). Die Rangliste bewertet die Oberligaspiele der Hinrunde der Saison 1971/72.
| Position      | Elf des Jahres                             | 55-Bestenliste | Im Gespräch |
| ------------- | ------------------------------------------ | --- | --- |
| Torhüter      | Jürgen Croy (Sachsenring Zwickau)          | Gerhard Weiß (1. FC Union Berlin) Dieter Schneider (FC Hansa Rostock) Hans-Ulrich Grapenthin (FC Carl Zeiss Jena) Werner Lihsa (BFC Dynamo)       | Dietmar Urbanek (Stahl Riesa) Werner Friese (1. FC Lokomotive Leipzig) Ulrich Ebert (BSG Wismut Aue)                                                               |
| Abwehrspieler | Gerd Kische (FC Hansa Rostock)             | Detlef Enge (1. FC Magdeburg) Frank-Rainer Withulz (FC Vorwärts Frankfurt) Dieter Stumpf (BFC Dynamo) Lothar Kurbjuweit (FC Carl Zeiss Jena)      | Gunter Sekora (1. FC Lokomotive Leipzig) Paul Kersten (HFC Chemie) Roland Stemmler (Sachsenring Zwickau)                                                           |
| Abwehrspieler | Hans-Jürgen Dörner (Dynamo Dresden)        | Manfred Zapf (1. FC Magdeburg) Jochen Carow (BFC Dynamo) Michael Strempel (FC Carl Zeiss Jena) Klaus Urbanczyk (HFC Chemie)                       | Rainer Kaube (Stahl Riesa) Wolfgang Rahn (FC Hansa Rostock) |
| Abwehrspieler | Bernd Bransch (HFC Chemie)                 | Manfred Geisler (1. FC Lokomotive Leipzig) Wolfgang Wruck (1. FC Union Berlin) Klaus Sammer (Dynamo Dresden) Alois Glaubitz (Sachsenring Zwickau) | Klaus Decker (1. FC Magdeburg) Wolfgang Strübing (FC Vorwärts Frankfurt) Helmut Schühler (FC Hansa Rostock)                                                        |
| Abwehrspieler | Siegmar Wätzlich (Dynamo Dresden)          | Helmut Hergesell (FC Hansa Rostock) Joachim Hall (BFC Dynamo) Joachim Fritsche (1. FC Lokomotive Leipzig) Walter Klemm (HFC Chemie)               | Klaus Härtel (Stahl Riesa) |
| Mittelfeld    | Harald Irmscher (FC Carl Zeiss Jena)       | Reinhard Häfner (Dynamo Dresden) Jürgen Pommerenke (1. FC Magdeburg) Peter Rohde (BFC Dynamo) Wilfried Gröbner (1. FC Lokomotive Leipzig)         | Wolfgang Juhrsch (1. FC Union Berlin) Hans-Heinrich Wolf (FC Karl-Marx-Stadt)                                                                                      |
| Mittelfeld    | Wolfgang Seguin (1. FC Magdeburg)          | Jürgen Nöldner (FC Vorwärts Berlin) Konrad Weise (FC Carl Zeiss Jena) Bernd Bartsch (BSG Wismut Aue) Reinhard Lauck (1. FC Union Berlin)          | Frank Terletzki (BFC Dynamo) Wolfgang Altmann (1. FC Lokomotive Leipzig) Gerd Brunner (Vorwärts Stralsund)                                                         |
| Mittelfeld    | Henning Frenzel (1. FC Lokomotive Leipzig) | Hans-Jürgen Kreische (Dynamo Dresden) Wolfgang Schmidt (HFC Chemie) Axel Tyll (1. FC Magdeburg) Helmut Stein (FC Carl Zeiss Jena)                 | Peter Henschel (Sachsenring Zwickau) Reinhard Segger (FC Vorwärts Frankfurt) Konrad Schaller (BSG Wismut Aue)                                                      |
| Angriff       | Jürgen Sparwasser (1. FC Magdeburg)        | Wolfram Löwe (1. FC Lokomotive Leipzig) Dieter Lenz (FC Hansa Rostock) Norbert Johannsen (BFC Dynamo) Gert Heidler (Dynamo Dresden)               | Roland Nowotny (HFC Chemie) Hans-Jürgen Hermann (1. FC Magdeburg)                                                                                                  |
| Angriff       | Peter Ducke (FC Carl Zeiss Jena)           | Harald Schütze (BFC Dynamo) Hartmut Rentzsch (Sachsenring Zwickau) Hans-Bert Matoul (1. FC Lokomotive Leipzig) Frank Richter (Dynamo Dresden)     | Klaus-Dieter Boelssen (HFC Chemie) Wolfgang Lischke (Stahl Riesa) Joachim Sigusch (1. FC Union Berlin) Jürgen Pfefferkorn (FC Vorwärts Frankfurt)                  |
| Angriff       | Joachim Streich (FC Hansa Rostock)         | Eberhard Vogel (FC Carl Zeiss Jena) Rainer Sachse (Dynamo Dresden) Wolfgang Abraham (1. FC Magdeburg) Dietmar Labes (BFC Dynamo)                  | Lothar Hahn (FC Hansa Rostock) Volkmar Neubert (FC Karl-Marx-Stadt) Rainer Langer (HFC Chemie) Manfred Kupfer (1. FC Lokomotive Leipzig) Lothar Paul (Stahl Riesa) |

## Sommer 1972
Veröffentlicht in der fuwo zu Beginn der Saison 1972/73. Die Rangliste bewertet die Oberligaspiele der Saison 1971/72.
| Position      | Elf des Jahres                             | 55-Bestenliste | Im Gespräch |
| ------------- | ------------------------------------------ | --- | --- |
| Torhüter      | Jürgen Croy (Sachsenring Zwickau)          | Werner Lihsa (BFC Dynamo) Gerhard Weiß (1. FC Union Berlin) Dieter Schneider (FC Hansa Rostock) Werner Friese (1. FC Lokomotive Leipzig)                 | Claus Boden (Dynamo Dresden) Hans Hofmann (FC Vorwärts Frankfurt)                                                                            |
| Libero        | Manfred Zapf (1. FC Magdeburg)             | Manfred Geisler (1. FC Lokomotive Leipzig) Jochen Carow (BFC Dynamo) Hans-Jürgen Dörner (Dynamo Dresden) Dieter Erler (FC Karl-Marx-Stadt)               | Gerhard Hoppe (FC Carl Zeiss Jena) |
| Abwehrspieler | Gerd Kische (FC Hansa Rostock)             | Dieter Stumpf (BFC Dynamo) Frank Ganzera (Dynamo Dresden) Detlef Enge (1. FC Magdeburg) Frank-Rainer Withulz (FC Vorwärts Frankfurt)                     | Roland Stemmler (Sachsenring Zwickau) Gunter Sekora (1. FC Lokomotive Leipzig)                                                               |
| Abwehrspieler | Reinhard Lauck (1. FC Union Berlin)        | Wolfgang Abraham (1. FC Magdeburg) Klaus Urbanczyk (HFC Chemie) Klaus Sammer (Dynamo Dresden) Konrad Weise (FC Carl Zeiss Jena)                          | Klaus Decker (1. FC Magdeburg) Helmut Schühler (FC Hansa Rostock)                                                                            |
| Abwehrspieler | Bernd Bransch (HFC Chemie)                 | Siegmar Wätzlich (Dynamo Dresden) Helmut Hergesell (FC Hansa Rostock) Lothar Kurbjuweit (FC Carl Zeiss Jena) Joachim Fritsche (1. FC Lokomotive Leipzig) | Jürgen Achtel (1. FC Magdeburg) Heinz Wohlrabe (Sachsenring Zwickau) Klaus Papies (1. FC Union Berlin) Klaus Härtel (Stahl Riesa)            |
| Mittelfeld    | Harald Irmscher (FC Carl Zeiss Jena)       | Reinhard Häfner (Dynamo Dresden) Jürgen Pommerenke (1. FC Magdeburg) Peter Rohde (BFC Dynamo) Wilfried Gröbner (1. FC Lokomotive Leipzig)                | Dieter Lenz (FC Hansa Rostock) Dieter Schüßler (BSG Wismut Aue) Hans-Heinrich Wolf (FC Karl-Marx-Stadt) Wolfgang Juhrsch(1. FC Union Berlin) |
| Mittelfeld    | Wolfgang Seguin (1. FC Magdeburg)          | Harald Schütze (BFC Dynamo) Bernd Bartsch (BSG Wismut Aue) Jürgen Nöldner (FC Vorwärts Frankfurt) Klaus-Dieter Seehaus (FC Hansa Rostock)                | Wolfgang Altmann (1. FC Lokomotive Leipzig) Holger Erler (BSG Wismut Aue) Martin Goebel (FC Carl Zeiss Jena)                                 |
| Mittelfeld    | Henning Frenzel (1. FC Lokomotive Leipzig) | Hans-Jürgen Kreische (Dynamo Dresden) Konrad Schaller (BSG Wismut Aue) Frank Terletzki (BFC Dynamo) Axel Tyll (1. FC Magdeburg)                          | Wolfgang Schmidt (HFC Chemie) Frank Wiedensee (FC Karl-Marx-Stadt) Wolfgang Rahn (FC Hansa Rostock)                                          |
| Angriff       | Jürgen Sparwasser (1. FC Magdeburg)        | Gert Heidler (Dynamo Dresden) Norbert Johannsen (BFC Dynamo) Roland Nowotny (HFC Chemie) Wolfram Löwe (1. FC Lokomotive Leipzig)                         | Jürgen Pfefferkorn (FC Vorwärts Frankfurt) Hans-Jürgen Hermann (1. FC Magdeburg) Norbert Schumann (FC Carl Zeiss Jena)                       |
| Angriff       | Peter Ducke (FC Carl Zeiss Jena)           | Joachim Streich (FC Hansa Rostock) Wolf-Rüdiger Netz(BFC Dynamo) Hartmut Rentzsch (Sachsenring Zwickau) Frank Richter (Dynamo Dresden)                   | Werner Peter (HFC Chemie) Joachim Müller (FC Karl-Marx-Stadt)                                                                                |
| Angriff       | Ralf Schulenberg (BFC Dynamo)              | Eberhard Vogel (FC Carl Zeiss Jena) Volkmar Neubert (FC Karl-Marx-Stadt) Rainer Sachse (Dynamo Dresden) Rainer Langer (HFC Chemie)                       | Jürgen Escher (BSG Wismut Aue) Siegmund Mewes (1. FC Magdeburg)                                                                              |

## Winter 1972
Veröffentlicht in der fuwo (Ausgabe 4/1973) in der Winterpause der Saison 1972/73. Die Rangliste bewertet die Oberligaspiele der Hinrunde der Saison 1972/73.
| Position      | Elf des Jahres                        | 55-Bestenliste | Im Gespräch                                                                                                 |
| ------------- | ------------------------------------- | --- | --- |
| Torhüter      | Jürgen Croy (Sachsenring Zwickau)     | Wolfgang Blochwitz (FC Carl Zeiss Jena) Werner Lihsa (BFC Dynamo) Dieter Schneider (FC Hansa Rostock) Ulrich Ebert (BSG Wismut Aue)                        | Claus Boden (Dynamo Dresden) Bernd Jakubowski (FC Hansa Rostock) Wolfgang Krahnke (FC Karl-Marx-Stadt)      |
| Libero        | Hans-Jürgen Dörner (Dynamo Dresden)   | Manfred Zapf (1. FC Magdeburg) Wolfgang Strübing (FC Vorwärts Frankfurt) Dietmar Pohl (BSG Wismut Aue) Bernd Brillat (BFC Dynamo)                          | - |
| Abwehrspieler | Frank Ganzera (Dynamo Dresden)        | Gerd Kische (FC Hansa Rostock) Detlef Enge (1. FC Magdeburg) Frank-Rainer Withulz (FC Vorwärts Frankfurt) Dieter Stumpf (BFC Dynamo)                       | Gerhard Hoppe (FC Carl Zeiss Jena) Roland Stemmler (Sachsenring Zwickau)                                    |
| Abwehrspieler | Bernd Bransch (HFC Chemie)            | Klaus Sammer (Dynamo Dresden) Reinhard Lauck (1. FC Union Berlin) Peter Rohde (BFC Dynamo) Konrad Weise (FC Carl Zeiss Jena)                               | Frank Sorge (FC Karl-Marx-Stadt)                                                                            |
| Abwehrspieler | Siegmar Wätzlich (Dynamo Dresden)     | Lothar Kurbjuweit (FC Carl Zeiss Jena) Christoph Franke (FC Karl-Marx-Stadt) Joachim Fritsche (1. FC Lokomotive Leipzig) Bernd Müller (1. FC Union Berlin) | Dietrich Kehl (FC Hansa Rostock) Heinz Wohlrabe (Sachsenring Zwickau)                                       |
| Mittelfeld    | Wolfgang Seguin (1. FC Magdeburg)     | Reinhard Häfner (Dynamo Dresden) Konrad Schaller (BSG Wismut Aue) Harald Irmscher (FC Carl Zeiss Jena) Erhard Meyer (FC Rot-Weiß Erfurt)                   | Dieter Leuschner (Sachsenring Zwickau) Dieter Lenz (FC Hansa Rostock)                                       |
| Mittelfeld    | Jürgen Pommerenke (1. FC Magdeburg)   | Horst Rau (Dynamo Dresden) Frank Terletzki (BFC Dynamo) Heinz Dietzsch (Sachsenring Zwickau) Dieter Schüßler (BSG Wismut Aue)                              | Joachim Müller (FC Karl-Marx-Stadt)                                                                         |
| Mittelfeld    | Hans-Jürgen Kreische (Dynamo Dresden) | Reinhard Segger (FC Vorwärts Frankfurt) Rainer Schlutter (FC Carl Zeiss Jena) Harald Schütze (BFC Dynamo) Wolfgang Schmidt (HFC Chemie)                    | Axel Tyll (1. FC Magdeburg) Wilfried Erler (BSG Chemie Leipzig) Wilfried Gröbner (1. FC Lokomotive Leipzig) |
| Angriff       | Joachim Streich (FC Hansa Rostock)    | Ernst Einsiedel (BSG Wismut Aue) Wolfram Löwe (1. FC Lokomotive Leipzig) Dieter Riedel (Dynamo Dresden) Hans-Heinrich Wolf (FC Karl-Marx-Stadt)            | Jürgen Pfefferkorn (FC Vorwärts Frankfurt)                                                                  |
| Angriff       | Peter Ducke (FC Carl Zeiss Jena)      | Jürgen Sparwasser (1. FC Magdeburg) Frank Richter (Dynamo Dresden) Hans-Bert Matoul (1. FC Lokomotive Leipzig) Holger Erler (BSG Wismut Aue)               | Rüdiger Schnuphase (FC Rot-Weiß Erfurt)                                                                     |
| Angriff       | Eberhard Vogel (FC Carl Zeiss Jena)   | Ralf Schulenberg(BFC Dynamo) Gert Heidler (Dynamo Dresden) Jürgen Schubert (BSG Chemie Leipzig) Hartmut Rauschenbach (FC Karl-Marx-Stadt)                  | Jürgen Escher (BSG Wismut Aue)                                                                              |

## Sommer 1973
Veröffentlicht in der fuwo zu Beginn der Saison 1973/74. Die Rangliste bewertet die Oberligaspiele der Saison 1972/73.
| Position      | Elf des Jahres                          | 55-Bestenliste | Im Gespräch |
| ------------- | --------------------------------------- | --- | --- |
| Torhüter      | Wolfgang Blochwitz(FC Carl Zeiss Jena)  | Jürgen Croy (Sachsenring Zwickau) Dieter Schneider (FC Hansa Rostock) Ulrich Schulze (1. FC Magdeburg) Ulrich Ebert (BSG Wismut Aue)                          | Wolfgang Krahnke (FC Karl-Marx-Stadt) Claus Boden (Dynamo Dresden) Bernd Jakubowski (FC Hansa Rostock) Werner Friese(1. FC Lokomotive Leipzig) |
| Libero        | Bernd Bransch (HFC Chemie)              | Hans-Jürgen Dörner (Dynamo Dresden) Manfred Zapf (1. FC Magdeburg) Bernd Bauchspieß (BSG Chemie Leipzig) Helmut Stein (FC Carl Zeiss Jena)                    | Dietmar Pohl (BSG Wismut Aue) Peter Gießner (1. FC Lokomotive Leipzig) Wolfgang Strübing (FC Vorwärts Frankfurt)                               |
| Abwehrspieler | Frank Ganzera (Dynamo Dresden)          | Detlef Enge (1. FC Magdeburg) Gunter Sekora (1. FC Lokomotive Leipzig) Gerd Kische (FC Hansa Rostock) Frank-Rainer Withulz (FC Vorwärts Frankfurt)            | - |
| Abwehrspieler | Reinhard Lauck (1. FC Union Berlin)     | Erich Hamann (FC Vorwärts Frankfurt) Klaus Sammer (Dynamo Dresden) Konrad Weise (FC Carl Zeiss Jena) Frank Sorge (FC Karl-Marx-Stadt)                         | Wilfried Gröbner (1. FC Lokomotive Leipzig) Peter Rohde (BFC Dynamo) Volker Trojan (BSG Chemie Leipzig)                                        |
| Abwehrspieler | Lothar Kurbjuweit (FC Carl Zeiss Jena)  | Siegmar Wätzlich (Dynamo Dresden) Joachim Fritsche (1. FC Lokomotive Leipzig) Christoph Franke (FC Karl-Marx-Stadt) Wolfgang Andreßen (FC Vorwärts Frankfurt) | Bernd Müller (1. FC Union Berlin) |
| Mittelfeld    | Reinhard Häfner (Dynamo Dresden)        | Wolfgang Seguin (1. FC Magdeburg) Konrad Schaller (BSG Wismut Aue) Erhard Meyer (FC Rot-Weiß Erfurt) Bernd Trunzer (BSG Chemie Leipzig)                       | Bernd Bartsch (BSG Wismut Aue) Lutz Moldt (1. FC Lokomotive Leipzig)                                                                           |
| Mittelfeld    | Jürgen Pommerenke (1. FC Magdeburg)     | Rainer Schlutter (FC Carl Zeiss Jena) Joachim Müller (FC Karl-Marx-Stadt) Frank Terletzki (BFC Dynamo) Heinz Dietzsch (Sachsenring Zwickau)                   | Dieter Schüßler (BSG Wismut Aue) Franz Egel (FC Rot-Weiß Erfurt)                                                                               |
| Mittelfeld    | Hans-Jürgen Kreische (Dynamo Dresden)   | Henning Frenzel (1. FC Lokomotive Leipzig) Reinhard Segger (FC Vorwärts Frankfurt) Axel Tyll (1. FC Magdeburg) Harald Irmscher (FC Carl Zeiss Jena)           | Hans-Heinrich Wolf (FC Karl-Marx-Stadt) Harald Schütze (BFC Dynamo) Rüdiger Schnuphase (FC Rot-Weiß Erfurt) Holger Erler (BSG Wismut Aue)      |
| Angriff       | Wolfram Löwe (1. FC Lokomotive Leipzig) | Dieter Riedel (Dynamo Dresden) Jürgen Bähringer (FC Karl-Marx-Stadt) Ernst Einsiedel (BSG Wismut Aue) Hans-Günter Schröder (FC Rot-Weiß Erfurt)               | - |
| Angriff       | Peter Ducke (FC Carl Zeiss Jena)        | Joachim Streich (FC Hansa Rostock) Jürgen Sparwasser (1. FC Magdeburg) Hans-Bert Matoul (1. FC Lokomotive Leipzig) Frank Richter (Dynamo Dresden)             | Gerd Schellenberg (Sachsenring Zwickau) Wilfried Erler (BSG Chemie Leipzig)                                                                    |
| Angriff       | Eberhard Vogel (FC Carl Zeiss Jena)     | Gert Heidler (Dynamo Dresden) Jürgen Piepenburg (FC Vorwärts Frankfurt) Jürgen Schubert (BSG Chemie Leipzig) Ralf Schulenberg(BFC Dynamo)                     | Martin Hoffmann (1. FC Magdeburg) |

## Winter 1973
Veröffentlicht in der fuwo (Ausgabe 3/1974) in der Winterpause der Saison 1973/74. Die Rangliste bewertet die Oberligaspiele der Hinrunde der Saison 1973/74.
| Position      | Elf des Jahres                              | 55-Bestenliste | Im Gespräch |
| ------------- | ------------------------------------------- | --- | --- |
| Torhüter      | Jürgen Croy (Sachsenring Zwickau)           | Wolfgang Blochwitz(FC Carl Zeiss Jena) Werner Friese(1. FC Lokomotive Leipzig) Rolf-Dieter Kahnt (FC Vorwärts Frankfurt) Werner Lihsa (BFC Dynamo)         | Dieter Schneider (FC Hansa Rostock) Ulrich Ebert (BSG Wismut Aue) Bernd Jakubowski (FC Hansa Rostock) Wolfgang Krahnke (FC Karl-Marx-Stadt) |
| Libero        | Bernd Bransch (FC Carl Zeiss Jena)          | Erich Hamann (FC Vorwärts Frankfurt) Hans-Jürgen Dörner (Dynamo Dresden) Peter Gießner (1. FC Lokomotive Leipzig) Peter Henschel (Sachsenring Zwickau)     | Manfred Zapf (1. FC Magdeburg) Frank Espig (BSG Wismut Aue) Albert Krebs (FC Rot-Weiß Erfurt) Reinhard Hauptmann (Stahl Riesa)              |
| Abwehrspieler | Gunter Sekora (1. FC Lokomotive Leipzig)    | Frank-Rainer Withulz (FC Vorwärts Frankfurt) Gerd Kische (FC Hansa Rostock) Christian Helm (Dynamo Dresden) Peter Pfitzner (Chemie Leipzig)                | Roland Stemmler (Sachsenring Zwickau) Ulrich Göhr (FC Carl Zeiss Jena)                                                                      |
| Abwehrspieler | Konrad Weise (FC Carl Zeiss Jena)           | Wilfried Gröbner (1. FC Lokomotive Leipzig) Klaus Sammer (Dynamo Dresden) Frank Sorge (FC Karl-Marx-Stadt) Dietmar Pohl (BSG Wismut Aue)                   | Lothar Hause (FC Vorwärts Frankfurt) Rüdiger Schnuphase (FC Rot-Weiß Erfurt)                                                                |
| Abwehrspieler | Joachim Fritsche (1. FC Lokomotive Leipzig) | Lothar Kurbjuweit (FC Carl Zeiss Jena) Siegmar Wätzlich (Dynamo Dresden) Christoph Franke (FC Karl-Marx-Stadt) Klaus Decker (1. FC Magdeburg)              | Heinz Wohlrabe (Sachsenring Zwickau) Wolfgang Andreßen (FC Vorwärts Frankfurt) Udo Schmuck (Dynamo Dresden)                                 |
| Mittelfeld    | Helmut Stein (FC Carl Zeiss Jena)           | Reinhard Häfner (Dynamo Dresden) Jürgen Pommerenke (1. FC Magdeburg) Frank Terletzki (BFC Dynamo) Siegfried Wünsch (Energie Cottbus)                       | Dieter Leuschner (Sachsenring Zwickau) Horst Krautzig (FC Vorwärts Frankfurt)                                                               |
| Mittelfeld    | Henning Frenzel (1. FC Lokomotive Leipzig)  | Hans-Jürgen Kreische (Dynamo Dresden) Frank Ganzera (Dynamo Dresden) Axel Tyll (1. FC Magdeburg) Rainer Schlutter (FC Carl Zeiss Jena)                     | Hans-Heinrich Wolf (FC Karl-Marx-Stadt) Frank Fleischer (BFC Dynamo)                                                                        |
| Mittelfeld    | Reinhard Lauck (BFC Dynamo)                 | Wolfgang Seguin (1. FC Magdeburg) Hartmut Schade (Dynamo Dresden) Harald Irmscher (FC Carl Zeiss Jena) Dieter Schüßler (BSG Wismut Aue)                    | Lutz Moldt (1. FC Lokomotive Leipzig) Joachim Schykowski (Sachsenring Zwickau)                                                              |
| Angriff       | Wolfram Löwe (1. FC Lokomotive Leipzig)     | Gert Heidler (Dynamo Dresden) Ralf Schulenberg(BFC Dynamo) Jürgen Pfefferkorn (FC Vorwärts Frankfurt) Norbert Schumann (FC Carl Zeiss Jena)                | Jürgen Bähringer (FC Karl-Marx-Stadt) Klaus Grebasch (Energie Cottbus)                                                                      |
| Angriff       | Peter Ducke (FC Carl Zeiss Jena)            | Jürgen Sparwasser (1. FC Magdeburg) Hans-Bert Matoul (1. FC Lokomotive Leipzig) Joachim Streich (FC Hansa Rostock) Gerd Schellenberg (Sachsenring Zwickau) | Joachim Müller (FC Karl-Marx-Stadt) Dieter Riedel (Dynamo Dresden)                                                                          |
| Angriff       | Eberhard Vogel (FC Carl Zeiss Jena)         | Martin Hoffmann (1. FC Magdeburg) Peter Kotte (Dynamo Dresden) Lothar Hahn (FC Hansa Rostock) Rainer Lisiewicz (1. FC Lokomotive Leipzig)                  | Jürgen Escher (BSG Wismut Aue) Jürgen Schubert (BSG Chemie Leipzig)                                                                         |

## Sommer 1974
Veröffentlicht in der fuwo zu Beginn der Saison 1974/75. Die Rangliste bewertet die Oberligaspiele der Saison 1973/74.
| Position      | Elf des Jahres                          | 55-Bestenliste | Im Gespräch                                                                                                   |
| ------------- | --------------------------------------- | --- | --- |
| Torhüter      | Jürgen Croy (Sachsenring Zwickau)       | Werner Friese (1. FC Lokomotive Leipzig) Ulrich Schulze (1. FC Magdeburg) Wolfgang Blochwitz (FC Carl Zeiss Jena) Rolf-Dieter Kahnt (FC Vorwärts Frankfurt)    | Hans-Gustav Creydt (BFC Dynamo) Bernd Jakubowski (FC Hansa Rostock) Claus Boden (Dynamo Dresden)              |
| Libero        | Bernd Bransch (FC Carl Zeiss Jena)      | Erich Hamann (FC Vorwärts Frankfurt) Manfred Zapf (1. FC Magdeburg) Peter Gießner (1. FC Lokomotive Leipzig) Hans-Jürgen Dörner (Dynamo Dresden)               | Albert Krebs (FC Rot-Weiß Erfurt) Reinhard Hauptmann (Stahl Riesa) Frank Espig (BSG Wismut Aue)               |
| Abwehrspieler | Gerd Kische (FC Hansa Rostock)          | Frank Ganzera (Dynamo Dresden) Gunter Sekora (1. FC Lokomotive Leipzig) Detlef Enge (1. FC Magdeburg) Frank-Rainer Withulz (FC Vorwärts Frankfurt)             | Roland Stemmler (Sachsenring Zwickau) Albert Ullrich (BFC Dynamo)                                             |
| Abwehrspieler | Konrad Weise (FC Carl Zeiss Jena)       | Rüdiger Schnuphase (FC Rot-Weiß Erfurt) Wolfgang Abraham (1. FC Magdeburg) Frank Sorge (FC Karl-Marx-Stadt) Wilfried Gröbner (1. FC Lokomotive Leipzig)        | Christian Helm (Dynamo Dresden) Lothar Hause (FC Vorwärts Frankfurt)                                          |
| Abwehrspieler | Lothar Kurbjuweit (FC Carl Zeiss Jena)  | Siegmar Wätzlich (Dynamo Dresden) Joachim Fritsche (1. FC Lokomotive Leipzig) Klaus Decker (1. FC Magdeburg) Wolfgang Andreßen (FC Vorwärts Frankfurt)         | Eckart Märzke (FC Hansa Rostock) Christoph Franke (FC Karl-Marx-Stadt) Harald Schütze (BFC Dynamo)            |
| Mittelfeld    | Reinhard Lauck (BFC Dynamo)             | Harald Irmscher (FC Carl Zeiss Jena) Wolfgang Seguin (1. FC Magdeburg) Reinhard Häfner (Dynamo Dresden) Wolfgang Strübing (FC Vorwärts Frankfurt)              | Helmut Schühler (FC Hansa Rostock) Dieter Leuschner (Sachsenring Zwickau) Holger Erler (BSG Wismut Aue)       |
| Mittelfeld    | Jürgen Pommerenke (1. FC Magdeburg)     | Hartmut Schade (Dynamo Dresden) Horst Wruck (FC Vorwärts Frankfurt) Joachim Müller (FC Karl-Marx-Stadt) Frank Terletzki (BFC Dynamo)                           | Dieter Schüßler (BSG Wismut Aue) Wolfgang Rahn (FC Hansa Rostock)                                             |
| Mittelfeld    | Axel Tyll (1. FC Magdeburg)             | Henning Frenzel (1. FC Lokomotive Leipzig) Hans-Jürgen Kreische (Dynamo Dresden) Hans-Heinrich Wolf (FC Karl-Marx-Stadt) Rainer Schlutter (FC Carl Zeiss Jena) | Reinhard Segger (FC Vorwärts Frankfurt) Heinz Dietzsch (Sachsenring Zwickau) Dietrich Kehl (FC Hansa Rostock) |
| Angriff       | Wolfram Löwe (1. FC Lokomotive Leipzig) | Gerd Schellenberg (Sachsenring Zwickau) Gert Heidler (Dynamo Dresden) Jürgen Pfefferkorn (FC Vorwärts Frankfurt) Norbert Schumann (FC Carl Zeiss Jena)         | - |
| Angriff       | Jürgen Sparwasser (1. FC Magdeburg)     | Joachim Streich (FC Hansa Rostock) Peter Ducke (FC Carl Zeiss Jena) Hans-Bert Matoul (1. FC Lokomotive Leipzig) Dieter Riedel (Dynamo Dresden)                 | - |
| Angriff       | Martin Hoffmann (1. FC Magdeburg)       | Eberhard Vogel (FC Carl Zeiss Jena) Peter Kotte (Dynamo Dresden) Lothar Hahn (FC Hansa Rostock) Jürgen Piepenburg (FC Vorwärts Frankfurt)                      | - |

## Winter 1974
Veröffentlicht in der fuwo (Ausgabe 7/1975) in der Winterpause der Saison 1974/75. Die Rangliste bewertet die Oberligaspiele der Hinrunde der Saison 1974/75. Auf der taktischen Position des rechten Außenstürmers erfüllte kein Spieler die Kriterien der Redaktion, so dass die Position nicht besetzt wurde.
| Position      | Elf des Jahres                             | 55-Bestenliste | Im Gespräch |
| ------------- | ------------------------------------------ | --- | --- |
| Torhüter      | Jürgen Croy (Sachsenring Zwickau)          | Hans-Ulrich Grapenthin (FC Carl Zeiss Jena) Bernd Jakubowski (FC Hansa Rostock) Dieter Schönig (Vorwärts Stralsund) Ulrich Schulze (1. FC Magdeburg) | Wolfgang Scharf (Stahl Riesa) Joachim Niklasch (1. FC Lokomotive Leipzig) Eckhard Kreutzer (FC Vorwärts Frankfurt) Rolf-Dieter Kahnt (FC Vorwärts Frankfurt) Hans-Gustav Creydt (BFC Dynamo) Claus Boden (Dynamo Dresden) Helmut Brade (HFC Chemie) |
| Libero        | Bernd Bransch (HFC Chemie)                 | Manfred Zapf (1. FC Magdeburg) Helmut Stein (FC Carl Zeiss Jena) Reinhard Hauptmann (Stahl Riesa) Hans-Jürgen Dörner (Dynamo Dresden)                | Hans-Heinrich Wolf (FC Karl-Marx-Stadt) Franz Egel (FC Rot-Weiß Erfurt) Frank Espig (BSG Wismut Aue) Bernhard Jonelat (BFC Dynamo) |
| Abwehrspieler | Gerd Kische (FC Hansa Rostock)             | Gert Brauer (FC Carl Zeiss Jena) Jürgen Renn (Vorwärts Stralsund) Peter Müller (FC Karl-Marx-Stadt) Wolfgang Filohn (BFC Dynamo)                     | Matthias Blaseck (Stahl Riesa) Roland Stemmler (Sachsenring Zwickau) Christian Helm (Dynamo Dresden) |
| Abwehrspieler | Konrad Weise (FC Carl Zeiss Jena)          | Peter Henschel (Sachsenring Zwickau) Wolfgang Abraham (1. FC Magdeburg) Johann Ehl (Stahl Riesa) Frank Sorge (FC Karl-Marx-Stadt)                    | Hartmut Meinert (HFC Chemie) Lothar Hause (FC Vorwärts Frankfurt) Lutz Eigendorf (BFC Dynamo) Albert Krebs (FC Rot-Weiß Erfurt) |
| Abwehrspieler | Siegmar Wätzlich (Dynamo Dresden)          | Klaus Decker (1. FC Magdeburg) Wolfgang Andreßen (FC Vorwärts Frankfurt) Roland Wawrzyniak (HFC Chemie) Harald Schütze (BFC Dynamo)                  | - |
| Mittelfeld    | Henning Frenzel (1. FC Lokomotive Leipzig) | Reinhard Häfner (Dynamo Dresden) Harald Irmscher (FC Carl Zeiss Jena) Dieter Schüßler (BSG Wismut Aue) Reinhard Lauck (BFC Dynamo)                   | Roland Nowotny (HFC Chemie) Horst Wruck (FC Vorwärts Frankfurt) Wolfgang Seguin (1. FC Magdeburg) Dieter Leuschner (Sachsenring Zwickau) |
| Mittelfeld    | Jürgen Pommerenke (1. FC Magdeburg)        | Joachim Müller (FC Karl-Marx-Stadt) Bernd Runge (Stahl Riesa) Hans-Hermann Herbst (FC Vorwärts Frankfurt) Joachim Schykowski (Sachsenring Zwickau)   | Rainer Schlutter (FC Carl Zeiss Jena) Frank Terletzki (BFC Dynamo) Detlef Robitzsch (HFC Chemie) Hans-Joachim Teich (FC Rot-Weiß Erfurt) Lutz Moldt (1. FC Lokomotive Leipzig)                                                                      |
| Mittelfeld    | Lothar Kurbjuweit (FC Carl Zeiss Jena)     | Axel Tyll (1. FC Magdeburg) Lutz Lindemann (FC Rot-Weiß Erfurt) Hans-Jürgen Kreische (Dynamo Dresden) Konrad Schaller (BSG Wismut Aue)               | Heinz Dietzsch (Sachsenring Zwickau) Wolfgang Schremmer (Stahl Riesa) Wolfgang Schmidt (HFC Chemie) Roland Hammer (1. FC Lokomotive Leipzig) |
| Angriff       | -                                          | - | - |
| Angriff       | Jürgen Sparwasser (1. FC Magdeburg)        | Peter Ducke (FC Carl Zeiss Jena) Werner Peter (HFC Chemie) Joachim Streich (FC Hansa Rostock) Frieder Andrich (FC Vorwärts Frankfurt)                | Thomas Börner (Stahl Riesa) |
| Angriff       | Martin Hoffmann (1. FC Magdeburg)          | Eberhard Vogel (FC Carl Zeiss Jena) Jürgen Escher (BSG Wismut Aue) Manfred Vogel (HFC Chemie) Hans-Günter Schröder (FC Rot-Weiß Erfurt)              | Wolfgang Schröder (Stahl Riesa) Peter Kotte (Dynamo Dresden) |

## Sommer 1975
Veröffentlicht in der fuwo (Ausgabe 32/1975) zu Beginn der Saison 1975/76. Die Rangliste bewertet die Oberligaspiele der Saison 1974/75.
| Position      | Elf des Jahres                      | 55-Bestenliste | Im Gespräch |
| ------------- | ----------------------------------- | --- | --- |
| Torhüter      | Jürgen Croy (Sachsenring Zwickau)   | Dieter Schönig (Vorwärts Stralsund) Hans-Ulrich Grapenthin (FC Carl Zeiss Jena) Ulrich Schulze (1. FC Magdeburg) Eckhard Kreutzer (FC Vorwärts Frankfurt)   | Bernd Jakubowski (FC Hansa Rostock) Helmut Brade (HFC Chemie) Joachim Niklasch (1. FC Lokomotive Leipzig) Claus Boden (Dynamo Dresden)     |
| Libero        | Manfred Zapf (1. FC Magdeburg)      | Hans-Jürgen Dörner (Dynamo Dresden) Bernd Bransch (HFC Chemie) Reinhard Hauptmann (Stahl Riesa) Manfred Geisler (1. FC Lokomotive Leipzig)                  | Hans-Heinrich Wolf (FC Karl-Marx-Stadt) Wolfgang Strübing (FC Vorwärts Frankfurt) Bernhard Jonelat (BFC Dynamo)                            |
| Abwehrspieler | Gerd Kische (FC Hansa Rostock)      | Gerd Weber (Dynamo Dresden) Gert Brauer (FC Carl Zeiss Jena) Peter Müller (FC Karl-Marx-Stadt) Jürgen Renn (Vorwärts Stralsund)                             | Roland Hammer (1. FC Lokomotive Leipzig) Matthias Blaseck (Stahl Riesa) Hans-Joachim Teich (FC Rot-Weiß Erfurt) Michael Noack (BFC Dynamo) |
| Abwehrspieler | Konrad Weise (FC Carl Zeiss Jena)   | Peter Henschel (Sachsenring Zwickau) Wolfgang Abraham (1. FC Magdeburg) Frank Sorge (FC Karl-Marx-Stadt) Reinhard Lauck (BFC Dynamo)                        | Wilfried Gröbner (1. FC Lokomotive Leipzig)                                                                                                |
| Abwehrspieler | Klaus Decker (1. FC Magdeburg)      | Lothar Kurbjuweit (FC Carl Zeiss Jena) Siegmar Wätzlich (Dynamo Dresden) Wolfgang Andreßen (FC Vorwärts Frankfurt) Joachim Schykowski (Sachsenring Zwickau) | Lutz Eigendorf (BFC Dynamo) Joachim Fritsche (1. FC Lokomotive Leipzig) Andreas Heydel (FC Karl-Marx-Stadt)                                |
| Mittelfeld    | Frank Terletzki (BFC Dynamo)        | Harald Irmscher (FC Carl Zeiss Jena) Reinhard Häfner (Dynamo Dresden) Wolfgang Seguin (1. FC Magdeburg) Dieter Schüßler (BSG Wismut Aue)                    | Lutz Lindemann (FC Rot-Weiß Erfurt) Dieter Leuschner (Sachsenring Zwickau) Wolfgang Steinbach (1. FC Magdeburg)                            |
| Mittelfeld    | Jürgen Pommerenke (1. FC Magdeburg) | Michael Braun (Sachsenring Zwickau) Rainer Schlutter (FC Carl Zeiss Jena) Bernd Runge (Stahl Riesa) Joachim Müller (FC Karl-Marx-Stadt)                     | Hartmut Schade (Dynamo Dresden) |
| Mittelfeld    | Axel Tyll (1. FC Magdeburg)         | Henning Frenzel (1. FC Lokomotive Leipzig) Ralf Schulenberg (BFC Dynamo) Konrad Schaller (BSG Wismut Aue) Heinz Dietzsch (Sachsenring Zwickau)              | Hartmut Rauschenbach (FC Karl-Marx-Stadt) Reinhard Segger (FC Vorwärts Frankfurt) Wolfgang Schmidt (HFC Chemie)                            |
| Angriff       | Dieter Riedel (Dynamo Dresden)      | Horst Weißhaupt (FC Rot-Weiß Erfurt) Ludwig Blank (Sachsenring Zwickau)                                                                                     | - |
| Angriff       | Jürgen Sparwasser (1. FC Magdeburg) | Peter Ducke (FC Carl Zeiss Jena) Werner Peter (HFC Chemie) Joachim Streich (FC Hansa Rostock) Wolf-Rüdiger Netz (BFC Dynamo)                                | - |
| Angriff       | Eberhard Vogel (FC Carl Zeiss Jena) | Martin Hoffmann (1. FC Magdeburg) Manfred Vogel (HFC Chemie) Jürgen Escher (BSG Wismut Aue) Bernd Sachse (FC Karl-Marx-Stadt)                               | Dietmar Labes (BFC Dynamo) Peter Nestler (Sachsenring Zwickau)                                                                             |

## Winter 1975
Veröffentlicht in der fuwo (Ausgabe 2/1976) in der Winterpause der Saison 1975/76. Die Rangliste bewertet die Oberligaspiele der Hinrunde der Saison 1975/76.
| Position      | Elf des Jahres                              | 55-Bestenliste | Im Gespräch |
| ------------- | ------------------------------------------- | --- | --- |
| Torhüter      | Jürgen Croy (Sachsenring Zwickau)           | Werner Friese (1. FC Lokomotive Leipzig) Hans-Ulrich Grapenthin (FC Carl Zeiss Jena) Helmut Brade (HFC Chemie) Claus Boden (Dynamo Dresden)        | Detlef Zimmer (BSG Wismut Aue) Siegfried Stötzner (Chemie Leipzig) Reinhard Schwerdtner (BFC Dynamo) Wolfgang Scharf (Stahl Riesa)              |
| Libero        | Hans-Jürgen Dörner (Dynamo Dresden)         | Bernd Bransch (HFC Chemie) Reinhard Hauptmann (Stahl Riesa) Manfred Zapf (1. FC Magdeburg) Roland Hammer (1. FC Lokomotive Leipzig)                | Fritz Bohla (Energie Cottbus) Wolfgang Strübing (FC Vorwärts Frankfurt) Hans-Heinrich Wolf (FC Karl-Marx-Stadt) Frank Espig (BSG Wismut Aue)    |
| Abwehrspieler | Gerd Weber (Dynamo Dresden)                 | Gert Brauer (FC Carl Zeiss Jena) Wolfgang Andreßen (FC Vorwärts Frankfurt) Michael Noack (BFC Dynamo) Roland Stemmler (Sachsenring Zwickau)        | Dieter Strozniak (HFC Chemie) Bodo Sommer (1. FC Magdeburg)                                                                                     |
| Abwehrspieler | Konrad Weise (FC Carl Zeiss Jena)           | Wilfried Gröbner (1. FC Lokomotive Leipzig) Klaus Decker (1. FC Magdeburg) Hartmut Meinert (HFC Chemie) Peter Henschel (Sachsenring Zwickau)       | Udo Schmuck (Dynamo Dresden) |
| Abwehrspieler | Joachim Fritsche (1. FC Lokomotive Leipzig) | Siegmar Wätzlich (Dynamo Dresden) Lothar Kurbjuweit (FC Carl Zeiss Jena) Joachim Schykowski (Sachsenring Zwickau) Detlef Raugust (1. FC Magdeburg) | Lutz-Michael Häder (Energie Cottbus) Eberhard Lippmann (Stahl Riesa)                                                                            |
| Mittelfeld    | Reinhard Häfner (Dynamo Dresden)            | Lutz Moldt (1. FC Lokomotive Leipzig) Reinhard Lauck (BFC Dynamo) Wolfgang Seguin (1. FC Magdeburg) Harald Irmscher (FC Carl Zeiss Jena)           | Lutz Lindemann (FC Rot-Weiß Erfurt) Wolfgang Schremmer (Stahl Riesa)                                                                            |
| Mittelfeld    | Hartmut Schade (Dynamo Dresden)             | Frank Terletzki (BFC Dynamo) Jürgen Pommerenke (1. FC Magdeburg) Dietmar Sengewald (FC Carl Zeiss Jena) Rüdiger Schnuphase (FC Rot-Weiß Erfurt)    | Norbert Nachtweih (HFC Chemie) Wolfgang Altmann (1. FC Lokomotive Leipzig)                                                                      |
| Mittelfeld    | Henning Frenzel (1. FC Lokomotive Leipzig)  | Hans-Jürgen Kreische (Dynamo Dresden) Wolfgang Schmidt (HFC Chemie) Reinhard Segger (FC Vorwärts Frankfurt) Ralf Schulenberg (BFC Dynamo)          | Wolfgang Steinbach (1. FC Magdeburg) Holger Erler (BSG Wismut Aue) Heinz Dietzsch (Sachsenring Zwickau) Andreas Roth (1. FC Lokomotive Leipzig) |
| Angriff       | Dieter Riedel (Dynamo Dresden)              | Wolfram Löwe (1. FC Lokomotive Leipzig) Joachim Streich (1. FC Magdeburg) Wolfram Meinert (Stahl Riesa) Klaus Grebasch (Energie Cottbus)           | - |
| Angriff       | Peter Ducke (FC Carl Zeiss Jena)            | Werner Peter (HFC Chemie) Peter Kotte (Dynamo Dresden) Jürgen Sparwasser (1. FC Magdeburg) Werner Bräutigam (Sachsenring Zwickau)                  | - |
| Angriff       | Eberhard Vogel (FC Carl Zeiss Jena)         | Gert Heidler (Dynamo Dresden) Martin Hoffmann (1. FC Magdeburg) Manfred Vogel (HFC Chemie) Wolfgang Schröder (Stahl Riesa)                         | Hartmut Rauschenbach (FC Karl-Marx-Stadt) Jürgen Escher (BSG Wismut Aue)                                                                        |

## Sommer 1976
Veröffentlicht in der fuwo (Ausgabe 24/1976) zu Beginn der Saison 1976/77. Die Rangliste bewertet die Oberligaspiele der Saison 1975/76.
| Position      | Elf des Jahres                         | 55-Bestenliste | Im Gespräch |
| ------------- | -------------------------------------- | --- | --- |
| Torhüter      | Jürgen Croy (Sachsenring Zwickau)      | Detlef Zimmer (BSG Wismut Aue) Hans-Ulrich Grapenthin (FC Carl Zeiss Jena) Werner Friese (1. FC Lokomotive Leipzig) Siegfried Stötzner (Chemie Leipzig) | Reinhard Schwerdtner (BFC Dynamo) Claus Boden (Dynamo Dresden) Bernd Dorendorf (1. FC Magdeburg) Helmut Brade (HFC Chemie) Wolfgang Benkert (FC Rot-Weiß Erfurt)                                       |
| Libero        | Hans-Jürgen Dörner (Dynamo Dresden)    | Bernd Bransch (HFC Chemie) Roland Hammer (1. FC Lokomotive Leipzig) Reinhard Hauptmann (Stahl Riesa) Manfred Zapf (1. FC Magdeburg)                     | Fritz Bohla (Energie Cottbus) Hans-Heinrich Wolf (FC Karl-Marx-Stadt) Hans Schykowski (Sachsenring Zwickau) Frank Espig (BSG Wismut Aue) Franz Egel (FC Rot-Weiß Erfurt) Bernhard Jonelat (BFC Dynamo) |
| Abwehrspieler | Gerd Weber (Dynamo Dresden)            | Michael Noack (BFC Dynamo) Gert Brauer (FC Carl Zeiss Jena) Dieter Strozniak (HFC Chemie) Roland Stemmler (Sachsenring Zwickau)                         | - |
| Abwehrspieler | Konrad Weise (FC Carl Zeiss Jena)      | Wilfried Gröbner (1. FC Lokomotive Leipzig) Udo Schmuck (Dynamo Dresden) Wolfgang Seguin (1. FC Magdeburg) Frank Sorge (FC Karl-Marx-Stadt)             | Hartmut Meinert (HFC Chemie) Lutz Eigendorf (BFC Dynamo) Lothar Schmiedel (BSG Wismut Aue) |
| Abwehrspieler | Lothar Kurbjuweit (FC Carl Zeiss Jena) | Joachim Fritsche (1. FC Lokomotive Leipzig) Klaus Decker (1. FC Magdeburg) Klaus Müller (Dynamo Dresden) Wolfgang Andreßen (FC Vorwärts Frankfurt)      | Rainer Wroblewski (BFC Dynamo) |
| Mittelfeld    | Reinhard Häfner (Dynamo Dresden)       | Frank Terletzki (BFC Dynamo) Jürgen Pommerenke (1. FC Magdeburg) Lutz Moldt (1. FC Lokomotive Leipzig) Lutz Lindemann (FC Rot-Weiß Erfurt)              | Burkhard Pingel (HFC Chemie) |
| Mittelfeld    | Reinhard Lauck (BFC Dynamo)            | Hartmut Schade (Dynamo Dresden) Rüdiger Schnuphase (FC Rot-Weiß Erfurt) Wolfgang Steinbach (1. FC Magdeburg) Dietmar Sengewald (FC Carl Zeiss Jena)     | Norbert Nachtweih (HFC Chemie) Wolfgang Altmann (1. FC Lokomotive Leipzig) |
| Mittelfeld    | Hans-Jürgen Kreische (Dynamo Dresden)  | Ralf Schulenberg (BFC Dynamo) Holger Erler (BSG Wismut Aue) Henning Frenzel (1. FC Lokomotive Leipzig) Reinhard Segger (FC Vorwärts Frankfurt)          | Harald Schütze (BFC Dynamo) Wolfgang Schmidt (HFC Chemie) Hartmut Rauschenbach (FC Karl-Marx-Stadt) |
| Angriff       | Dieter Riedel (Dynamo Dresden)         | Wolfram Löwe (1. FC Lokomotive Leipzig) Joachim Streich (1. FC Magdeburg) Hans-Jürgen Thomas (BSG Wismut Aue)                                           | - |
| Angriff       | Hans-Jürgen Riediger (BFC Dynamo)      | Peter Kotte (Dynamo Dresden) Peter Ducke (FC Carl Zeiss Jena) Dieter Schüßler (BSG Wismut Aue) Jürgen Sparwasser (1. FC Magdeburg)                      | Werner Peter (HFC Chemie) |
| Angriff       | Gert Heidler (Dynamo Dresden)          | Eberhard Vogel (FC Carl Zeiss Jena) Martin Hoffmann (1. FC Magdeburg) Wolfgang Schröder (Stahl Riesa) Jürgen Escher (BSG Wismut Aue)                    | Bernd Sachse (FC Karl-Marx-Stadt) |

## Winter 1976
Veröffentlicht in der fuwo (Ausgabe 2/1977) in der Winterpause der Saison 1976/77. Die Rangliste bewertet die Oberligaspiele der Hinrunde der Saison 1976/77.
| Position      | Elf des Jahres                      | 55-Bestenliste | Im Gespräch |
| ------------- | ----------------------------------- | --- | --- |
| Torhüter      | Jürgen Croy (Sachsenring Zwickau)   | Hans-Ulrich Grapenthin (FC Carl Zeiss Jena) Claus Boden (Dynamo Dresden) Wolfgang Matthies (1. FC Union Berlin) Wolfgang Benkert (FC Rot-Weiß Erfurt) | Werner Friese (1. FC Lokomotive Leipzig) Dieter Schneider (FC Hansa Rostock) Reinhard Schwerdtner (BFC Dynamo)                                                                    |
| Libero        | Udo Schmuck (Dynamo Dresden)        | Fritz Bohla (1. FC Union Berlin) Frank Sorge (FC Karl-Marx-Stadt) Bernd Bransch (HFC Chemie) Manfred Zapf (1. FC Magdeburg)                           | Roland Hammer (1. FC Lokomotive Leipzig) Ulrich Oevermann (FC Carl Zeiss Jena) Franz Egel (FC Rot-Weiß Erfurt) Lothar Hause (FC Vorwärts Frankfurt)                               |
| Abwehrspieler | Detlef Raugust (1. FC Magdeburg)    | Gerd Kische (FC Hansa Rostock) Michael Noack (BFC Dynamo) Gert Brauer (FC Carl Zeiss Jena) Gunter Sekora (1. FC Lokomotive Leipzig)                   | Burkhard Pingel (HFC Chemie) Ralph Probst (FC Vorwärts Frankfurt) Christian Helm (Dynamo Dresden)                                                                                 |
| Abwehrspieler | Konrad Weise (FC Carl Zeiss Jena)   | Wilfried Gröbner (1. FC Lokomotive Leipzig) Wolfgang Seguin (1. FC Magdeburg) Lothar Schmiedel (BSG Wismut Aue) Rolf Weber(1. FC Union Berlin)        | Matthias Müller (Dynamo Dresden) Dieter Göpel (FC Rot-Weiß Erfurt) Jörg Seering (FC Hansa Rostock)                                                                                |
| Abwehrspieler | Klaus Müller (Dynamo Dresden)       | Klaus Decker (1. FC Magdeburg) Andreas Heydel (FC Karl-Marx-Stadt) Wolfgang Andreßen (FC Vorwärts Frankfurt) Lutz Eigendorf (BFC Dynamo)              | Bernd Vogel (1. FC Union Berlin) Hans-Joachim Teich (FC Rot-Weiß Erfurt) Wolfgang Schremmer (Stahl Riesa) Andreas Roth (1. FC Lokomotive Leipzig)                                 |
| Mittelfeld    | Reinhard Häfner (Dynamo Dresden)    | Lutz Lindemann (FC Rot-Weiß Erfurt) Frank Terletzki (BFC Dynamo) Rüdiger Schnuphase (FC Carl Zeiss Jena) Lutz Moldt (1. FC Lokomotive Leipzig)        | Axel Tyll (1. FC Magdeburg) Jürgen Bähringer (FC Karl-Marx-Stadt) Wolfgang Schmidt (HFC Chemie)                                                                                   |
| Mittelfeld    | Reinhard Lauck (BFC Dynamo)         | Hartmut Schade (Dynamo Dresden) Henning Frenzel (1. FC Lokomotive Leipzig) Jürgen Pommerenke (1. FC Magdeburg) Konrad Schaller (BSG Wismut Aue)       | Friedrich-Wilhelm Göcke (FC Karl-Marx-Stadt) Roland Jüngling (BFC Dynamo) |
| Mittelfeld    | Joachim Müller (FC Karl-Marx-Stadt) | Wolfgang Steinbach (1. FC Magdeburg) Heinz Dietzsch (Sachsenring Zwickau) Hans-Jürgen Kreische (Dynamo Dresden) Eckart Märzke (FC Hansa Rostock)      | Rainer Lisiewicz (1. FC Lokomotive Leipzig) Klaus Goldbach (FC Rot-Weiß Erfurt) Uwe Neuber (FC Carl Zeiss Jena) Detlef Robitzsch (HFC Chemie) Hans-Uwe Pilz (Sachsenring Zwickau) |
| Angriff       | Joachim Streich (1. FC Magdeburg)   | Dieter Riedel (Dynamo Dresden) Wolfram Löwe (1. FC Lokomotive Leipzig) Martin Iffarth (FC Rot-Weiß Erfurt) Thomas Töpfer (FC Carl Zeiss Jena)         | Wolf-Rüdiger Netz (BFC Dynamo) Ralph Conrad (FC Vorwärts Frankfurt) Wolfgang Ihle (FC Karl-Marx-Stadt)                                                                            |
| Angriff       | Peter Kotte (Dynamo Dresden)        | Dieter Kühn (1. FC Lokomotive Leipzig) Dieter Schüßler (BSG Wismut Aue) Jürgen Sparwasser (1. FC Magdeburg) Werner Peter (HFC Chemie)                 | Rainer Jarohs (FC Hansa Rostock) Frieder Andrich (FC Vorwärts Frankfurt) Klaus Schröder (FC Carl Zeiss Jena)                                                                      |
| Angriff       | Gert Heidler (Dynamo Dresden)       | Eberhard Vogel (FC Carl Zeiss Jena) Jürgen Escher (BSG Wismut Aue) Michael Braun (Sachsenring Zwickau) Joachim Sigusch (1. FC Union Berlin)           | Bernd Sachse (FC Karl-Marx-Stadt) Dietrich Kehl (FC Hansa Rostock) |

## Sommer 1977
Veröffentlicht in der fuwo (Ausgabe 25/1977) vor Beginn der Saison 1977/78. Die Rangliste bewertet die Oberligaspiele der Saison 1976/77.
| Position      | Elf des Jahres                              | 55-Bestenliste | Im Gespräch |
| ------------- | ------------------------------------------- | --- | --- |
| Torhüter      | Jürgen Croy (Sachsenring Zwickau)           | Werner Friese (1. FC Lokomotive Leipzig) Wolfgang Matthies (1. FC Union Berlin) Dieter Schneider (FC Hansa Rostock) Claus Boden (Dynamo Dresden)             | Reinhard Schwerdtner (BFC Dynamo) Rainer Köpnick (Stahl Riesa) Wolfgang Benkert (FC Rot-Weiß Erfurt) Eckhard Kreutzer (FC Vorwärts Frankfurt) |
| Libero        | Hans-Jürgen Dörner (Dynamo Dresden)         | Fritz Bohla (1. FC Union Berlin) Lothar Hause (FC Vorwärts Frankfurt) Peter Rohde (BFC Dynamo) Frank Sorge (FC Karl-Marx-Stadt)                              | Ulrich Oevermann (FC Carl Zeiss Jena) Roland Hammer (1. FC Lokomotive Leipzig) Franz Egel (FC Rot-Weiß Erfurt)                                |
| Abwehrspieler | Gerd Kische (FC Hansa Rostock)              | Detlef Raugust (1. FC Magdeburg) Gunter Sekora (1. FC Lokomotive Leipzig) Gert Brauer (FC Carl Zeiss Jena) Michael Noack (BFC Dynamo)                        | Claus Schwemmer (Sachsenring Zwickau) Lutz Möckel (1. FC Union Berlin) Burkhard Pingel (HFC Chemie) Frank Uhlig (FC Karl-Marx-Stadt)          |
| Abwehrspieler | Konrad Weise (FC Carl Zeiss Jena)           | Wilfried Gröbner (1. FC Lokomotive Leipzig) Bernd Brillat (BFC Dynamo) Udo Schmuck (Dynamo Dresden) Wolfgang Seguin (1. FC Magdeburg)                        | Jörg Seering (FC Hansa Rostock) |
| Abwehrspieler | Joachim Fritsche (1. FC Lokomotive Leipzig) | Wolfgang Andreßen (FC Vorwärts Frankfurt) Bernd Vogel (1. FC Union Berlin) Eckart Märzke (FC Hansa Rostock) Klaus Decker (1. FC Magdeburg)                   | Rainer Wroblewski (BFC Dynamo) |
| Mittelfeld    | Reinhard Häfner (Dynamo Dresden)            | Lutz Lindemann (FC Rot-Weiß Erfurt) Frank Terletzki (BFC Dynamo) Jürgen Pommerenke (1. FC Magdeburg) Hans-Uwe Pilz (Sachsenring Zwickau)                     | Wolfgang Altmann (1. FC Lokomotive Leipzig) Siegmund Mewes (1. FC Magdeburg)                                                                  |
| Mittelfeld    | Reinhard Lauck (BFC Dynamo)                 | Hartmut Schade (Dynamo Dresden) Lutz Moldt (1. FC Lokomotive Leipzig) Konrad Schaller (BSG Wismut Aue) Heinz Dietzsch (Sachsenring Zwickau)                  | Ralph Probst (FC Vorwärts Frankfurt) |
| Mittelfeld    | Joachim Müller (FC Karl-Marx-Stadt)         | Hans-Jürgen Kreische (Dynamo Dresden) Henning Frenzel (1. FC Lokomotive Leipzig) Wolfgang Steinbach (1. FC Magdeburg) Lothar Kurbjuweit (FC Carl Zeiss Jena) | Andreas Roth (1. FC Lokomotive Leipzig) |
| Angriff       | Joachim Streich (1. FC Magdeburg)           | Dieter Riedel (Dynamo Dresden) Matthias Müller (Dynamo Dresden) Jürgen Bähringer (FC Karl-Marx-Stadt)                                                        | - |
| Angriff       | Jürgen Sparwasser (1. FC Magdeburg)         | Peter Kotte (Dynamo Dresden) Peter Ducke (FC Carl Zeiss Jena) Rainer Jarohs (FC Hansa Rostock)                                                               | - |
| Angriff       | Jürgen Escher (BSG Wismut Aue)              | Eberhard Vogel (FC Carl Zeiss Jena) Gert Heidler (Dynamo Dresden) Hartmut Rauschenbach (FC Karl-Marx-Stadt)                                                  | - |

## Winter 1977
Veröffentlicht in der fuwo (Ausgabe 3/1978) in der Winterpause der Saison 1977/78. Die Rangliste bewertet die Oberligaspiele der Hinrunde der Saison 1977/78.
| Position      | Elf des Jahres                          | 55-Bestenliste | Im Gespräch |
| ------------- | --------------------------------------- | --- | --- |
| Torhüter      | Jürgen Croy (Sachsenring Zwickau)       | Wolfgang Matthies (1. FC Union Berlin) Dirk Heyne (1. FC Magdeburg) Werner Friese (1. FC Lokomotive Leipzig) Freimuth Bott (Chemie Böhlen)   | Karl-Heinz Wienhold (FC Vorwärts Frankfurt) Bodo Rudwaleit (BFC Dynamo) Bernd Jakubowski (Dynamo Dresden) Detlef Zimmer (FC Carl Zeiss Jena) |
| Libero        | Hans-Jürgen Dörner (Dynamo Dresden)     | Lothar Hause (FC Vorwärts Frankfurt) Ulrich Oevermann (FC Carl Zeiss Jena) Manfred Zapf (1. FC Magdeburg) Rainer Rohde (1. FC Union Berlin)  | Gianfranco Zanirato (Chemie Böhlen) Frank Sorge (FC Karl-Marx-Stadt) Franz Egel (FC Rot-Weiß Erfurt) Manfred Fülle (HFC Chemie)              |
| Abwehrspieler | Detlef Raugust (1. FC Magdeburg)        | Gert Brauer (FC Carl Zeiss Jena) Gunter Sekora (1. FC Lokomotive Leipzig) Michael Noack (BFC Dynamo) Burkhard Pingel (HFC Chemie)            | Lutz Möckel (1. FC Union Berlin) |
| Abwehrspieler | Konrad Weise (FC Carl Zeiss Jena)       | Dieter Strozniak (HFC Chemie) Udo Schmuck (Dynamo Dresden) Peter Rohde (BFC Dynamo)                                                          | - |
| Abwehrspieler | Gerd Weber (Dynamo Dresden)             | Klaus Decker (1. FC Magdeburg) Roland Wawrzyniak (HFC Chemie) Lothar Kurbjuweit (FC Carl Zeiss Jena)                                         | - |
| Mittelfeld    | Frank Terletzki (BFC Dynamo)            | Reinhard Häfner (Dynamo Dresden) Detlef Robitzsch (HFC Chemie) Matthias Kaiser (Wismut Gera) Konrad Schaller (BSG Wismut Aue)                | - |
| Mittelfeld    | Lutz Lindemann (FC Carl Zeiss Jena)     | Wolfgang Steinbach (1. FC Magdeburg) Henning Frenzel (1. FC Lokomotive Leipzig) Hartmut Meinert (HFC Chemie) Hartmut Schade (Dynamo Dresden) | - |
| Mittelfeld    | Jürgen Pommerenke (1. FC Magdeburg)     | Joachim Müller (FC Karl-Marx-Stadt) Wolfgang Schmidt (HFC Chemie) Harald Irmscher (Wismut Gera) Reinhard Segger (FC Vorwärts Frankfurt)      | - |
| Angriff       | Wolfram Löwe (1. FC Lokomotive Leipzig) | Holger Krostitz (HFC Chemie) Matthias Müller (Dynamo Dresden) Jürgen Bähringer (FC Karl-Marx-Stadt) Dieter Riedel (Dynamo Dresden)           | - |
| Angriff       | Peter Kotte (Dynamo Dresden)            | Jürgen Sparwasser (1. FC Magdeburg) Werner Peter (HFC Chemie)                                                                                | - |
| Angriff       | Martin Hoffmann (1. FC Magdeburg)       | Manfred Vogel (HFC Chemie) Eberhard Vogel (FC Carl Zeiss Jena) Wolf-Rüdiger Netz (BFC Dynamo) Gert Heidler (Dynamo Dresden)                  | - |

## Sommer 1978
Veröffentlicht in der fuwo zu Beginn der Saison 1978/79. Die Rangliste bewertet die Oberligaspiele der Saison  1977/78.
| Position      | Elf des Jahres                           | 55-Bestenliste | Im Gespräch |
| ------------- | ---------------------------------------- | --- | --- |
| Torhüter      | Jürgen Croy (Sachsenring Zwickau)        | Wolfgang Matthies (1. FC Union Berlin) Dirk Heyne (1. FC Magdeburg) Freimuth Bott (Chemie Böhlen) Ulrich Ebert (BSG Wismut Aue)                            | Bernd Jakubowski (Dynamo Dresden) Karl-Heinz Wienhold (FC Vorwärts Frankfurt) Bodo Rudwaleit (BFC Dynamo) Siegfried Stötzner (1. FC Lokomotive Leipzig) Wolfgang Benkert (FC Rot-Weiß Erfurt) |
| Libero        | Hans-Jürgen Dörner (Dynamo Dresden)      | Lothar Hause (FC Vorwärts Frankfurt) Rainer Rohde (1. FC Union Berlin) Frank Sorge (FC Karl-Marx-Stadt) Manfred Zapf (1. FC Magdeburg)                     | Franz Egel (FC Rot-Weiß Erfurt) Manfred Fülle (HFC Chemie) Frank Espig (BSG Wismut Aue) Gianfranco Zanirato (Chemie Böhlen) Ulrich Oevermann (FC Carl Zeiss Jena)                             |
| Abwehrspieler | Gunter Sekora (1. FC Lokomotive Leipzig) | Detlef Raugust (1. FC Magdeburg) Gert Brauer (FC Carl Zeiss Jena) Michael Noack (BFC Dynamo) Frank Uhlig (FC Karl-Marx-Stadt)                              | Burkhard Pingel (HFC Chemie) Lutz Möckel (1. FC Union Berlin) |
| Abwehrspieler | Wolfgang Seguin (1. FC Magdeburg)        | Dieter Strozniak (HFC Chemie) Udo Schmuck (Dynamo Dresden) Konrad Weise (FC Carl Zeiss Jena) Peter Müller (FC Karl-Marx-Stadt)                             | - |
| Abwehrspieler | Klaus Decker (1. FC Magdeburg)           | Roland Wawrzyniak (HFC Chemie) Andreas Heydel (FC Karl-Marx-Stadt)                                                                                         | - |
| Mittelfeld    | Frank Terletzki (BFC Dynamo)             | Lutz Lindemann (FC Carl Zeiss Jena) Reinhard Häfner (Dynamo Dresden) Wolfgang Altmann (1. FC Lokomotive Leipzig) Konrad Schaller (BSG Wismut Aue)          | - |
| Mittelfeld    | Jürgen Pommerenke (1. FC Magdeburg)      | Hartmut Schade (Dynamo Dresden) Rüdiger Schnuphase (FC Carl Zeiss Jena) Harald Irmscher (Wismut Gera) Reinhard Lauck (BFC Dynamo)                          | Detlef Robitzsch (HFC Chemie) Dietmar Sengewald (FC Carl Zeiss Jena) |
| Mittelfeld    | Gerd Weber (Dynamo Dresden)              | Joachim Müller (FC Karl-Marx-Stadt) Wolfgang Steinbach (1. FC Magdeburg) Henning Frenzel (1. FC Lokomotive Leipzig) Lothar Kurbjuweit (FC Carl Zeiss Jena) | Wolfgang Schmidt (HFC Chemie) |
| Angriff       | Hans-Jürgen Riediger (BFC Dynamo)        | Dieter Riedel (Dynamo Dresden) Jürgen Bähringer (FC Karl-Marx-Stadt)                                                                                       | - |
| Angriff       | Peter Kotte (Dynamo Dresden)             | Werner Peter (HFC Chemie) Jürgen Sparwasser (1. FC Magdeburg)                                                                                              | - |
| Angriff       | Martin Hoffmann (1. FC Magdeburg)        | Eberhard Vogel (FC Carl Zeiss Jena) Wolf-Rüdiger Netz (BFC Dynamo) Manfred Vogel (HFC Chemie)                                                              | - |

## Winter 1978
Veröffentlicht in der fuwo (Ausgabe 3/1979) in der Winterpause der Saison 1978/79. Die Rangliste bewertet die Oberligaspiele der Hinrunde der Saison 1978/79.
| Position      | Elf des Jahres                              | 55-Bestenliste | Im Gespräch |
| ------------- | ------------------------------------------- | --- | --- |
| Torhüter      | Jürgen Croy (Sachsenring Zwickau)           | Bodo Rudwaleit (BFC Dynamo) Hans-Ulrich Grapenthin (FC Carl Zeiss Jena) Ulrich Ebert (BSG Wismut Aue) Wolfgang Benkert (FC Rot-Weiß Erfurt)  | Dirk Heyne (1. FC Magdeburg) Rainer Köpnick (Stahl Riesa) Wolfgang Matthies (1. FC Union Berlin) Siegfried Stötzner (1. FC Lokomotive Leipzig) |
| Libero        | Hans-Jürgen Dörner (Dynamo Dresden)         | Reinhard Hauptmann (Stahl Riesa) Rüdiger Schnuphase (FC Carl Zeiss Jena) Frank Baum (1. FC Lokomotive Leipzig) Norbert Trieloff (BFC Dynamo) | Hans-Joachim Teich (FC Rot-Weiß Erfurt) Rainer Rohde (1. FC Union Berlin)                                                                      |
| Abwehrspieler | Gerd Weber (Dynamo Dresden)                 | Joachim Fritsche (1. FC Lokomotive Leipzig) Klaus Decker (1. FC Magdeburg) Andreas Heydel (FC Karl-Marx-Stadt) Klaus Härtel (Stahl Riesa)    | |
| Abwehrspieler | Wilfried Gröbner (1. FC Lokomotive Leipzig) | Wolfgang Seguin (1. FC Magdeburg) Konrad Weise (FC Carl Zeiss Jena) Dieter Strozniak (HFC Chemie) Dieter Göpel (FC Rot-Weiß Erfurt)          | Bernd Brillat (BFC Dynamo) Wolfgang Höll (BSG Wismut Aue)                                                                                      |
| Abwehrspieler | Michael Noack (BFC Dynamo)                  | Detlef Raugust (1. FC Magdeburg) Gert Brauer (FC Carl Zeiss Jena) Wolfram Meinert (Stahl Riesa) Gerd Kische (FC Hansa Rostock)               | Frank Uhlig (FC Karl-Marx-Stadt) Lutz Möckel (1. FC Union Berlin)                                                                              |
| Mittelfeld    | Hartmut Schade (Dynamo Dresden)             | Lutz Eigendorf (BFC Dynamo) Wolfgang Steinbach (1. FC Magdeburg) Wolfgang Schmidt (HFC Chemie) Joachim Müller (FC Karl-Marx-Stadt)           | Harald Fritz (FC Rot-Weiß Erfurt) |
| Mittelfeld    | Frank Terletzki (BFC Dynamo)                | Jürgen Pommerenke (1. FC Magdeburg) Lutz Lindemann (FC Carl Zeiss Jena) Bernd Runge (Stahl Riesa) Klaus Goldbach (FC Rot-Weiß Erfurt)        | - |
| Mittelfeld    | Reinhard Häfner (Dynamo Dresden)            | Reinhard Lauck (BFC Dynamo) Frank Schuster (Stahl Riesa) Axel Tyll (1. FC Magdeburg) Martin Iffarth (FC Rot-Weiß Erfurt)                     | - |
| Angriff       | Martin Hoffmann (1. FC Magdeburg)           | Wolf-Rüdiger Netz (BFC Dynamo) Wolfgang Schröder (Stahl Riesa)                                                                               | - |
| Angriff       | Joachim Streich (1. FC Magdeburg)           | Peter Kotte (Dynamo Dresden) Werner Peter (HFC Chemie) Rainer Jarohs (FC Hansa Rostock) Michael Paschek (1. FC Union Berlin)                 | - |
| Angriff       | Hans-Jürgen Riediger (BFC Dynamo)           | Dieter Riedel (Dynamo Dresden) | - |

## Sommer 1979
Veröffentlicht in der fuwo (Ausgabe 26/1979) vor Beginn der Saison 1979/80. Die Rangliste bewertet die Oberligaspiele der Saison 1978/79.
| Position      | Elf des Jahres                              | 55-Bestenliste | Im Gespräch                                                                                               |
| ------------- | ------------------------------------------- | --- | --- |
| Torhüter      | Hans-Ulrich Grapenthin (FC Carl Zeiss Jena) | Ulrich Ebert (BSG Wismut Aue) Jürgen Croy (Sachsenring Zwickau) Bodo Rudwaleit (BFC Dynamo) Siegfried Stötzner (1. FC Lokomotive Leipzig)     | Dirk Heyne (1. FC Magdeburg) Wolfgang Matthies (1. FC Union Berlin) Wolfgang Krahnke (FC Karl-Marx-Stadt) |
| Libero        | Hans-Jürgen Dörner (Dynamo Dresden)         | Rüdiger Schnuphase (FC Carl Zeiss Jena) Norbert Trieloff (BFC Dynamo) Reinhard Hauptmann (Stahl Riesa) Frank Baum (1. FC Lokomotive Leipzig)  | Rainer Rohde (1. FC Union Berlin) Manfred Fülle (HFC Chemie)                                              |
| Abwehrspieler | Gerd Weber (Dynamo Dresden)                 | Klaus Decker (1. FC Magdeburg) Andreas Heydel (FC Karl-Marx-Stadt) Artur Ullrich (BFC Dynamo) Joachim Fritsche (1. FC Lokomotive Leipzig)     | - |
| Abwehrspieler | Wolfgang Seguin (1. FC Magdeburg)           | Konrad Weise (FC Carl Zeiss Jena) Dieter Strozniak (HFC Chemie) Wilfried Gröbner (1. FC Lokomotive Leipzig) Dieter Göpel (FC Rot-Weiß Erfurt) | Rainer Troppa (BFC Dynamo) Wolfgang Höll (BSG Wismut Aue)                                                 |
| Abwehrspieler | Michael Noack (BFC Dynamo)                  | Detlef Raugust (1. FC Magdeburg) Gert Brauer (FC Carl Zeiss Jena) Frank Uhlig (FC Karl-Marx-Stadt) Christian Helm (Dynamo Dresden)            | Gunter Sekora (1. FC Lokomotive Leipzig) Lutz Möckel (1. FC Union Berlin)                                 |
| Mittelfeld    | Lutz Lindemann (FC Carl Zeiss Jena)         | Joachim Müller (FC Karl-Marx-Stadt) Hartmut Schade (Dynamo Dresden) Holger Erler (BSG Wismut Aue) Wolfgang Steinbach (1. FC Magdeburg)        | - |
| Mittelfeld    | Frank Terletzki (BFC Dynamo)                | Jürgen Pommerenke (1. FC Magdeburg) Klaus Goldbach (FC Rot-Weiß Erfurt) Michael Mischinger (FC Hansa Rostock) Jürgen Körner (BSG Wismut Aue)  | - |
| Mittelfeld    | Reinhard Häfner (Dynamo Dresden)            | Reinhard Lauck (BFC Dynamo) Martin Iffarth (FC Rot-Weiß Erfurt) Axel Tyll (1. FC Magdeburg) Matthias Liebers (1. FC Lokomotive Leipzig)       | - |
| Angriff       | Martin Hoffmann (1. FC Magdeburg)           | Wolf-Rüdiger Netz (BFC Dynamo) Dieter Kühn (1. FC Lokomotive Leipzig)                                                                         | - |
| Angriff       | Joachim Streich (1. FC Magdeburg)           | Peter Kotte (Dynamo Dresden) Werner Peter (HFC Chemie) Rainer Jarohs (FC Hansa Rostock) Jürgen Heun (FC Rot-Weiß Erfurt)                      | - |
| Angriff       | Hans-Jürgen Riediger (BFC Dynamo)           | Dieter Riedel (Dynamo Dresden) | - |

## Winter 1979
Veröffentlicht in der fuwo (Ausgabe 3/1980) in der Winterpause der Saison 1979/80. Die Rangliste bewertet die Oberligaspiele der Hinrunde der Saison 1979/80.
| Position      | Elf des Jahres                              | 55-Bestenliste | Im Gespräch |
| ------------- | ------------------------------------------- | --- | --- |
| Torhüter      | Hans-Ulrich Grapenthin (FC Carl Zeiss Jena) | Bodo Rudwaleit (BFC Dynamo) Ulrich Ebert (BSG Wismut Aue) Jürgen Croy (Sachsenring Zwickau) Rainer Köpnick (Stahl Riesa)                          | Bernd Jakubowski (Dynamo Dresden) Wolfgang Krahnke (FC Karl-Marx-Stadt) Dirk Heyne (1. FC Magdeburg) Siegfried Stötzner (1. FC Lokomotive Leipzig) |
| Libero        | Hans-Jürgen Dörner (Dynamo Dresden)         | Rüdiger Schnuphase (FC Carl Zeiss Jena) Frank Baum (1. FC Lokomotive Leipzig) Norbert Trieloff (BFC Dynamo) Reinhard Hauptmann (Stahl Riesa)      | Frank Sorge (FC Karl-Marx-Stadt) Rainer Rohde (1. FC Union Berlin) Manfred Fülle (HFC Chemie) Stephan Fritzsche (Chemie Leipzig)                   |
| Abwehrspieler | Lothar Kurbjuweit (FC Carl Zeiss Jena)      | Matthias Müller (Dynamo Dresden) Klaus Decker (1. FC Magdeburg) Jürgen Schliebe (HFC Chemie) Artur Ullrich (BFC Dynamo)                           | Ralf Kraft (BSG Wismut Aue) |
| Abwehrspieler | Rainer Troppa (BFC Dynamo)                  | Konrad Weise (FC Carl Zeiss Jena) Udo Schmuck (Dynamo Dresden) Dieter Göpel (FC Rot-Weiß Erfurt) Roland Wawrzyniak (HFC Chemie)                   | Rolf Weber(1. FC Union Berlin) Wolfgang Höll (BSG Wismut Aue) Gerd Schuth (FC Vorwärts Frankfurt)                                                  |
| Abwehrspieler | Gert Brauer (FC Carl Zeiss Jena)            | Michael Noack (BFC Dynamo) Dieter Strozniak (HFC Chemie) Frank Uhlig (FC Karl-Marx-Stadt) Lutz Möckel (1. FC Union Berlin)                        | Gunter Sekora (1. FC Lokomotive Leipzig) Ralph Probst (FC Vorwärts Frankfurt)                                                                      |
| Mittelfeld    | Gerd Weber (Dynamo Dresden)                 | Joachim Müller (FC Karl-Marx-Stadt) Lutz Lindemann (FC Carl Zeiss Jena) Wolfgang Steinbach (1. FC Magdeburg) Joachim Sigusch (1. FC Union Berlin) | - |
| Mittelfeld    | Jürgen Pommerenke (1. FC Magdeburg)         | Frank Terletzki (BFC Dynamo) Holger Erler (BSG Wismut Aue) Hartmut Schade (Dynamo Dresden) Henry Treppschuh (1. FC Union Berlin)                  | - |
| Mittelfeld    | Reinhard Häfner (Dynamo Dresden)            | Matthias Liebers (1. FC Lokomotive Leipzig) Lutz Hendel (1. FC Union Berlin) Hartmut Meinert (HFC Chemie) Thomas Lehmann (FC Karl-Marx-Stadt)     | - |
| Angriff       | Martin Hoffmann (1. FC Magdeburg)           | Werner Peter (HFC Chemie) Wolf-Rüdiger Netz (BFC Dynamo) Eberhard Vogel (FC Carl Zeiss Jena)                                                      | - |
| Angriff       | Peter Kotte (Dynamo Dresden)                | Joachim Streich (1. FC Magdeburg) Dieter Kühn (1. FC Lokomotive Leipzig) Hartmut Pelka (BFC Dynamo) Dieter Schüßler (BSG Wismut Aue)              | - |
| Angriff       | Martin Trocha (FC Carl Zeiss Jena)          | Holger Krostitz (HFC Chemie) | - |